# Etylendiamin
Etylendiamin är en amin med formeln C2H4(NH2)2.

## Framställning
Etylendiamin tillverkas genom att reagera ammoniak (NH3) med 1,2-dikloretan (C2H4Cl2).
{\displaystyle {\rm {C_{2}H_{4}Cl_{2}+4\ NH_{3}\rightarrow C_{2}H_{4}(NH_{2})_{2}+2\ NH_{4}Cl}}}

## Användning
Etylendiamin är en stark bas som ofta används för att bilda derivat av karboxylsyror, nitriler, alkoholer, aldehyder och ketoner. Eftersom den är difunktionell bildar den gärna heterocykler (till exempel piperazin) och polymerer (polyaminer).